# Fluxionalidade
A maioria das moléculas tem estruturas bem definidas, seus átomos mostram vibrações harmônicas em torno de suas posições de equilíbrio.  Algumas moléculas, porém, vão apresentar vibrações moleculares e rearranjos intramoleculares transformando-se de uma configuração em outra, neste caso dizemos que estamos diante de uma molécula que apresenta estereoquímica não rígida. São moléculas que apresentam mais de uma configuração representando uma energia mínima (Exemplo 1). A afirmação, contudo, só é comprovável quando os processos mencionados acontecem a uma taxa tal que permite a detecção do fenômeno por algum método físico ou químico.
A ligação assimétrica de hidrogênio possui dois poços de potencial nos quais o hidrogênio pode vibrar, quando excitado termicamente para saltar de um poço para outro. Em tal sistema o hidrogênio poderia ser “achado” em um ou outro potencial por métodos instantâneos. Se a barreira entre as duas configurações é termicamente acessível o sistema é fluxional.
Em alguns casos as configurações detectadas não são quimicamente equivalentes e neste caso estamos diante de processos de isomerização ou tautomerização. Nos casos em que as configurações detectadas são quimicamente equivalentes estamos diante de exemplos de fluxionalidade (COTTON; WILKINSON, 1980; DUPONT, 2005). Alguns autores se referem aos fenômenos fluxionais como processos de intertroca dinâmica (do inglês dynamic exchange processes) . Estes fenômenos ocorrem es escalas de tempo da ordem de nanosegundos e as energias envolvidas são da ordem de unidades ou dezenas de KJ/mol.

## Surgimento
As primeiras proposições sobre estes fenômenos aconteceram na segunda metade dos anos 60, início dos anos 70 com os trabalhos pioneiros de COTTON e colaboradores (Cotton & Adams, 1973; Cotton & Hunter, 1976) utilizando como modelos, compostos organometálicos mono e polinucleares carbonilados.
Varias técnicas espectroscópicas podem ser utilizadas como ferramentas na quantificação de tais fenômenos como Ressonância Magnética Nuclear (RMN) (Crabtree, 1994), Infravermelho (IV) (Lyon, 2001) e Difração de Raios-X (DRX), mas recentemente cálculos teóricos baseados em orbitais de fronteira e DFT também tem sido utilizados (Klobukowski, 1997).
Os métodos usualmente empregados para medidas de taxa de reação e energia de ativação utilizando medidas de RMN e IV são aplicáveis a fenômenos na escala de 10-6 a 10-3 s-1, estes valores dependem dos equipamentos utilizados e para alguns autores a escala de tempo para experimentos de RMN ficariam na faixa de 10-1 a 10-9 s (Douglas, Mcdaniel & Alexander). Nas medidas de RMN utilizam-se como medida os processos de relaxação de spin-látice (T1) e spin-spin (T2). Em processos fluxionais medidas de RMN a baixa temperatura são necessárias. Assim, torna-se possível o levantamento de dados termodinâmicos em função dos deslocamentos sofridos versus temperatura, em outras palavras é possível estimar os valores das barreiras energéticas em cada um dos micro-estados.